# Adrian-Silvan Ionescu
Adrian-Silvan Ionescu (n. 25 mai 1952, București, România) este un istoric și critic de artă român.

## Biografie
Adrian-Silvan Ionescu s-a născut în anul 1952 în București. A urmat cursurile Liceului de Arte Plastice Nicolae Tonitza după care s-a înscris la Institutul de Arte Plastice Nicolae Grigorescu la secția de Istoria și Teoria Artei. După absolvirea Institutului din anul 1975, a lucrat ca muzeograf la Muzeul Național de Artă al României și mai apoi la uzeul Municipiului București. În perioada anilor 1990 - 1993 a îndeplinit funcția de director adjunct al acestei instituții. Între anii 1990 - 1993 a fost consilierul cultural al Inspectoratului pentru Cultură a Municipiului București. În această perioadă s-a dedicat cercetării devenind astfel cercetător științific gradul I la Institului de Istorie Nicolae Iorga din București, între anii 1995 - 2011. Începând din data de 1 mai 2011 este directorul Institutului de Istoria Artei George Oprescu. În anul 1997 și-a luat doctoratul în științe istorice – specialitatea istorie modernă universală și din anul 1996 a început să predea la Institutul de Arte Plastice Nicolae Grigorescu. În anul 2012 era profesor asociat la Universitatea Națională de Arte unde ținea prelegeri și cursuri de istoria fotografiei și a filmului, precum și cursuri de obținerea licenței de master.
De-a lungul timpului Adrian-Silvan Ionescu  a fost critic și istoric de artă, cronicar plastic și organizator de expoziții. În cariera sa a publicat 12 cărți și a editat alte patru.

## Funcții ocupate
- 1975 - 1977 – muzeograf la Muzeul Național de Artă din București;
- 1977 - 1984 – muzeograf  la Muzeul de istorie al Municipiului București;
- 1984 - 1989 – muzeograf principal la Muzeul de Istorie și Artă al Municipiului București;
- 1990 - 1993 – director adjunct al Muzeului de Istorie și Artă al Municipiului București;
- 1994 - 1995 – consilier cultural la Inspectoratul pentru Cultură al Municipiului București;
- 1995 - 2011 - cercetător științific la Institutul de Istorie „Nicolae Iorga”;
- Din 1 mai 2011 – director al Institutului de Istoria Artei „G. Oprescu”.[2]
- Profesor de istoria fotografiei, Facultatea de Arte Plastice (FAP), Departamentul Imagine Dinamică și Fotografie din cadrul Universiții Naționale de Artă din București.[necesită citare]

## Afilieri
- Uniunea Artiștilor Plastici din România;
- International Council of Museums (ICOM);
- Comisia Națională a Muzeelor și Colecțiilor;
- London Press Club;
- European Society for the History of Photography (ESHPh);
- Société Française de Photographie (SFP).[2]

## Expertiză
Adrian-Silvan Ionescu are expertiză în:
- istoria artei românești și universale, secolul al XIX-lea;
- etnografie și artă populară românească (icoane pe sticlă și pe lemn, recipiente pentru praf de pușcă, ceramică);
- etnografie extra-europeană (Africa, America de Nord);
- istoria costumului civil și militar;
- istoria fotografiei și a filmului.[2]

## Lucrări publicate
- Războiul cel mare. Fotografia pe frontul românesc, 1916-1919 -- album publicat în limbile română, engleză și franceză, Editura Institutului Cultural Român, București, 2014, ISBN 978-973-577-653-4
- Silvan. Portretistul / The Portrait Artist -- album bilingv român-englez, Editura Institutului Cultural Român, București, 2011, ISBN: 978-973-577-627-5
- Regina Maria și America -- Editura Noi Media Print, București, 2009 – volum laureat cu Premiul „George Oprescu” al Fundației  „Magazin Istoric”
- Mișcarea artistică oficială în România secolului al XIX-lea -- Editura Noi Media Print, București, 2008 – volum laureat cu Premiul „I.C. Filitti” al Fundației „Magazin Istoric”
- Modă și societate urbană în România modernă -- Editura Paideia, București, 2006, volum laureat cu Premiul „Nicolae Bălcescu” al Fundației „Magazin Istoric”
- Preziosi în România -- ediție bilingvă (română – engleză), Editura Noi Media Print, București, 2003
- Penel și sabie. Artiști documentariști și corespondenți de front în Războiul de Independență, 1877-1878 -- Editura Biblioteca Bucureștilor, București, 2002
- Cruce și semilună. Războiul ruso-turc din 1853-1854 în chipuri și imagini --  Editura Biblioteca Bucureștilor, București, 2001
- Moda românească, 1790-1850. Între Stambul și Paris -- Editura Maiko, București, 2001, laureat cu Premiul „Simion Mehedinți” al Fundației „Magazin Istoric”
- Portrete în istoria artei românești -- Editura Dorul, Norresundby, Denmark, 2001
- Învățământul artistic românesc 1830-1892 -- Editura Meridiane, București, 1999
- Trista istorie a preriei -- Editura Globus, București, 1998
- Balurile din secolul al XIX-lea, Fundația „D’ale Bucureștilor” -- București, 1997
- Artă și document. Arta documentaristă în România secolului al XIX-lea -- Editura Meridiane, București, 1990.[2]

## Premii
Pentru meritele sale a fost distins în anul:
- 1992 - Premiul Academiei Române;
- 2002 - Premiul Uniunii Artiștilor Plastici;
- 2003 - Premiul Simion Mehedinți;
- 2008 - Premiul Nicolae Bălcescu;
- 2009 - Premiul I.C. Filitti;
- 2010 - Premiul George Oprescu;
- 2010 - Laureat al medaliei Regele Mihai I pentru Loialitate.[2]